# Atlantis Paradise Island
El Atlantis Paradise Island es un complejo hotelero situado en Nasáu, capital de Bahamas. Ocupa a 6.000 residentes por lo que es considerado un importante empleador a nivel nacional. El Atlantis fue construido por el magnate del juego y hoteles Sol Kerzner, el multimillonario Sudafricano es actualmente su propietario a través de su empresa "Kerzner International Limited". A raíz del éxito del complejo hotelero, Sol ha decidido abrir otro gran complejo en la Palma Jumeirah de Dubái, esta vez será una versión del actual pero con mayores lujos. En el año 2009 fue sede del Concurso Miss Universo 2009, donde resultó ganadora la venezolana Stefania Fernández.